# Masimba Dinyero
Masimba Dinyero (Shurugwi, 7 marzo 1967) è un ex calciatore ed ex giocatore di calcio a 5 zimbabwese.

## Carriera
Come massimo riconoscimento in carriera vanta la partecipazione, con la Nazionale di calcio a 5 dello Zimbabwe, al FIFA Futsal World Championship 1989 dove la nazionale africana non ha superato il primo turno, affrontando Stati Uniti, Italia e Australia.